# Diptilon sylpha
Diptilon sylpha là một loài bướm đêm thuộc phân họ Arctiinae, họ Erebidae.